# Ralf P. Brandes
Ralf Peter Louis Brandes (* 1969) ist ein deutscher Physiologe an der Johann Wolfgang Goethe-Universität Frankfurt am Main.

## Leben
Brandes schloss 1995 sein Studium der Medizin ab (Medizinische Hochschule Hannover und Emory University in Atlanta) und promovierte 1996 in Hannover mit der Arbeit Vaskuläre Superoxidanionenproduktion: In-vitro-Untersuchungen in der lucigeninverstärkten Chemilumineszenz.
Nach verschiedenen Stationen als Postdoktorand habilitierte Brandes 2002 in Frankfurt am Main mit der Arbeit Sauerstoffradikale – Signalmoleküle in der Gefäßwand. Seit 2006 ist er Professor für Physiologie am Fachbereich Medizin der Johann Wolfgang Goethe-Universität Frankfurt am Main. Hier leitet er seit 2008 das Institut für Kardiovaskuläre Physiologie. Gemeinsam mit dem Institute for Vascular Signalling unter der Leitung von Ingrid Fleming bildet das Institut für Kardiovaskuläre Physiologie das Vascular Research Centre in Frankfurt am Main.

## Wirken
Brandes untersuchte den Einfluss von Statinen auf die Funktion der Innenschicht der Blutgefäße (Endothel): sie aktivieren NADPH-Oxidasen, Enzyme der Nox-Familie. Er konnte nachweisen, dass Enzyme dieser Familie reaktive Sauerstoffspezies – sogenannte Sauerstoffradikale – produzieren, die unter nicht-krankhaften Bedingungen nicht schädlich sind, sondern als Botenstoffe fungieren. So sind sie an der Neubildung von Blutgefäßen (Angiogenese) beteiligt und vermitteln die schützende Wirkung des Erythropoetin.
Weitere Arbeiten Brandes’ befassen sich mit der Bedeutung der Signaltransduktion von Fettsäureprodukten für die Entstehung von Herz-Kreislauf-Erkrankungen, mit der Funktion von kleinen GTPasen und GTPase-aktivierenden Proteinen bei der Signaltransduktion der Gefäße und wiederum bei der Entstehung von Herz-Kreislauf-Erkrankungen sowie mit der Produktion und der Wirkung von Autakoiden.

## Auszeichnungen (Auswahl)
- 1995 Dissertationspreis der Deutschen Gesellschaft für Angiologie
- 2000 Hermann-Rein-Preis der Deutschen Gesellschaft für Mikrozirkulation
- 2003 Werner-Forßmann-Preis der Ruhr-Universität Bochum[1]
- 2014 Adolf-Fick-Preis[2]
- 2020 Korrespondierendes Mitglied der Nordrhein-Westfälischen Akademie der Wissenschaften und der Künste
- 2020 Robert Pfleger-Forschungspreis